# Macaranga brevipetiolata
Macaranga brevipetiolata är en törelväxtart som beskrevs av Airy Shaw. Macaranga brevipetiolata ingår i släktet Macaranga och familjen törelväxter. Inga underarter finns listade i Catalogue of Life.